# شهرستان شانهایگوان
شهرستان شانهایگوان (به لاتین: Shanhaiguan District) یک منطقهٔ مسکونی در چین است که در کینگهوانگداو واقع شده‌است. شهرستان شانهایگوان ۱۹۲ کیلومتر مربع مساحت و ۱۴۰٬۰۰۰ نفر جمعیت دارد و ۲ متر بالاتر از سطح دریا واقع شده‌است.